# Atlantic Crossing (TV-serie)
Atlantic Crossing är en norsk dramaserie från 2020. Serien, som består av åtta avsnitt, är skapad av Alexander Eik hade premiär på NRK1 25 oktober 2020. Seriens manus är skrivet av Alexander Eik och Linda May Kallestein och i de bärande rollerna finns Sofia Helin som kronprinsessan Märtha av Norge, Tobias Santelmann som kronprins Olav och Kyle MacLachlan som president Franklin D. Roosevelt.

## Handling
Atlantic Crossing utspelar sig under andra världskriget 1940 när Norge ockuperas av Tyskland. I samband med detta tvingas kronprinsessan Märtha och hennes barn att söka skydd i USA. De blir gäster i Vita huset där hennes närvaro kommer att påverka president Roosevelts syn på kriget i Europa.

## Rollista i urval
- Sofia Helin – Kronprinsessan Märtha
- Tobias Santelmann – Kronprins Olav
- Søren Pilmark – Kung Håkon VII
- Leonora Eik – Prinsessan Ragnhild
- Amathea Eik – Prinsessan Astrid
- Justýna Brožková – Prins Harald (3 år)
- Antonín Frček – Prins Harald (6 år)
- Anneke von der Lippe – Hovdam Ragni Østgaard
- Lasse Kolsrud – Nikolai Ramm Østgaard
- Christoffer Haugestad – Einar Østgaard
- Nico Jones Clasen – Rolf Ramm Østgaard
- Maria Berglyd – Ulla Østgaard
- Sjur Vatne Brean – Erling Hammersøy
- Marianne Sand – Signe M. Svendsen, guvernant
- Kyle MacLachlan – President Franklin D. Roosevelt
- Harriet Harris – Eleanor Roosevelt
- Lucy Russell – Privatsekreterare Missy LeHand
- Trond Teigen – Ambassadör Wilhelm Morgenstierne
- Daniel Betts – Harry Hopkins
- Kirsti Lovas – Eliza Forbes
- Suzanne Bertish – Ambassadör Florence Jaffray Harriman
- Petr Meissel – Adjutant Oswald Nordlie
- Stig Ryste Amdam – General Carl Gustav Fleischer
- Terje Ranes – Statsminister Johan Nygaardsvold
- Morten Faldaas – Utrikesminister Halvdan Koht
- Espen Beranek Holm – Stortingspresident Carl Joachim Hambro
- Roar Kjølv Jenssen – Försvarsminister Oscar Torp
- Anders T. Andersen – Utrikesminister Trygve Lie
- Martin Karelius – Justitieminister Terje Wold
- Marianne Høgsbro – Prinsessan Ingeborg
- Jan Tiselius – Prins Carl av Sverige
- Oscar Töringe – Prins Carl Bernadotte
- Carl-Magnus Dellow –  Kung Gustaf V
- Michael Pitthan – Kung Georg VI
- Steve Mirer – Kronprins Gustaf Adolf
- Fredrik Dolk – Per Albin Hansson

## Inspelningen
Atlantic Crossing spelades in i Tjeckien och Norge.

## Diskussion om seriens historiska förankring
Atlantic Crossing har fått kritik för sin bristande förankring i den historiska verkligheten, exempelvis har historikern Trond Norén Isaksen (författare till boken "Kronprinsessens krig") hävdat att 95% av serien är fiktion.  Viktiga kritikpunkter är seriens påståenden att kronprinsessan Märtha spelade en viktig roll i att Franklin Roosevelt tecknade "Lend-Lease"-avtalet med Storbritannien samt att USA:s president skulle ha varit kär i kronprinsessan. Enligt seriösa forskare finns det inga belägg för något av detta. Manusförfattarna Linda May Kallestein och Alexander Eik har hävdat att de har forskat om Märtha i sex år, där de bland annat har intervjuat Roosevelts barnbarn. När det gäller den antydda kärleksrelationen försvarar Kallestein seriens beskrivning genom att påpeka att flera källor beskriver en romantisk relation de två emellan, t ex omskrivs en sådan relation i boken Franklin and Eleanor: An Extraordinary Marriage av Hazel Rowley. Historikern Trond Isaksen menar dock att den påstådda kärlekshistorien var resultatet av en smutskastningskampanj som sattes igång av tidningen Chicago Tribune. Även historikern Dick Harrison är  tveksam till att serieskaparna skulle fått fram hittills okända fakta eftersom de i så fall borde har presenterat sina nya uppgifter för forskarvärlden. Enligt Harrison har detta inte skett. Andra felaktigheter i Atlantic Crossing är att Märtha och barnen inte var välkomna i Sverige; tvärtom trivdes familjen där, men man tyckte att det var för osäkert att stanna i grannlandet. Sofia Helin avfärdade kritiken som kvinnofientlig och menade att debatten "skambelägger en berättelse om en kvinnas politiska gärning".